# 13174 Timossi
13174 Timossi è un asteroide della fascia principale. Scoperto nel 1996, presenta un'orbita caratterizzata da un semiasse maggiore pari a 2,6522595 UA e da un'eccentricità di 0,1054032, inclinata di 15,15093° rispetto all'eclittica.
Fa parte della famiglia di asteroidi Maria.
È così chiamato in onore di Aldo Timossi, giornalista e dirigente della Regione Piemonte.